# El idioma imposible
El Idioma imposible es una película española dirigida por Rodrigo Rodero, que adapta junto al guionista Michel Gaztambide la novela del mismo título de Francisco Casavella (Premio Nadal 2008), última parte de la trilogía El día del Watusi, y ambientada en el Barrio Chino de Barcelona en los primeros años 80. La película se estrenó en el Festival de cine de Málaga de 2010.

## Argumento
El lirismo de los bajos fondos de la Barcelona canalla y oscura de los años 80 a través de una desgarrada historia de amor entre Fernando, un pequeño camello del barrio chino, y Elsa, una autodestructiva niña bien, que plantea un acercamiento al mundo de la droga y la marginación en el que quedan pocas razones para la esperanza,  ni siquiera asomándose ligeramente a un abismo donde poder compartir esas canciones cuya melodía es escuchada en un idioma incomprensible.

## Ficha artística

### Actores principales
- Andrés Gertrúdix (Fernando”)

- Irene Escolar (Elsa)

- Karra Elejalde (Charly)

- Helena Miquel (Victoria)

- Toni Zenet (Toni)

- Isabel Ampudia (La Negra)

## Recepción

### Crítica
Según comenta el crítico de cine Quim Casas en El Periódico de Catalunya, «más que la adaptación de una novela, la película parece un homenaje póstumo al novelista, y se muestra muy respetuosa con la construcción dramática de los personajes pero con los necesarios recursos de distanciamiento para retratar perfectamente la Barcelona canalla que reflejó Casavella».
A pesar de compartir ciertos códigos temáticos, según Carmen Lobo en La Razón, la película actualiza el llamado cine quinqui español, y como comenta Fernando Bernal en Cahiers du Cinema, se desmarca de manera clara en el aspecto formal, con «un estilo radical que apuesta por una planificación pausada y una fotografía despojada de cualquier tentación retro». También el crítico Mikel Insausti en el Diario Gara incide en la idea de que la película «evita caer en los tópicos y lugares comunes asociados al consumo de heroína en la década de los ochenta, gracias a lo que se sitúa en las antípodas del cine de Eloy de la Iglesia, con una ruptura consciente surgida del interés por crear otro tipo de atmósfera, más propicia para dar una visión de aquel fenómeno coyuntural en clave intimista»., al relacionarse de un modo más cercano con otras cinematografías europeas más autorales como, según Jonathan Holland en Variety, Antonioni,  o la nouvelle vague.

## Premios
- Violeta de oro Mejor Ópera Prima Festival de cine español de Toulouse[9]
- Premio del Jurado Federation of Film Critics of Europe and the Mediterranean (FEDEORA )  Festival International du Film d'Amour de Mons[10]

- Premio del Jurado a la Mejor película y Premio del público Biennale du Cinéma Espagnol d'Annecy[11]

- Nominado a Mejor Guion Adaptado Medallas del Círculo de Escritores Cinematográficos[12]
- Mejor Fotografía Madridimagen
- Mejor Ópera prima CIBRA 2010
- Muestra cinematográfica "Otro cine de Verano" del Museo Nacional Centro de Arte Reina Sofía
- Mejor Interpretación (Andrés Gertrúdix) Madrid Film Festival PNR
- Selección Oficial Bogotá International Film Festival (Colombia)
- Selección Oficial Festival de Cine Español de Málaga
- Selección Oficial Durres International Film Festival (Albania)
- Selección Oficial Iasi International Film Festival (Romania) l
- Selección Oficial Varna "Love is a Folly" International Film Festival (Bulgaria)

- Selección Oficial Tarragona International Film Festival  REC
- Selección Oficial Festival Alcine Film Festival
- Selección Oficial Primavera cinematográfica de Lorca
- Película de Inauguración Festival de Cine de Jerez Film Festival

- Película de Inauguración Muestra Cine Social de Toledo
- Película de Inauguración  Fascurt Film Festival
- Selección Oficial Competición internacional l Zinemastea v.2, Vitoria

## Rodaje
La película está rodada en Barcelona, Lleida y Madrid durante los meses de abril, mayo y junio de 2009.